# Quantum (videojuego)
Quantum es un juego arcade de vectores en color diseñado por General Computer Corp. para Atari Inc. y lanzado en diciembre de 1982. La premisa del juego está relacionada con la física cuántica, ya que el jugador dirige una sonda con un trackball para rodear a las "partículas" atómicas para puntos, sin tocar varias otras partículas. Una vez que las partículas están rodeadas por la cola de la sonda, se destruyen.

## Tabla de altas puntuaciones

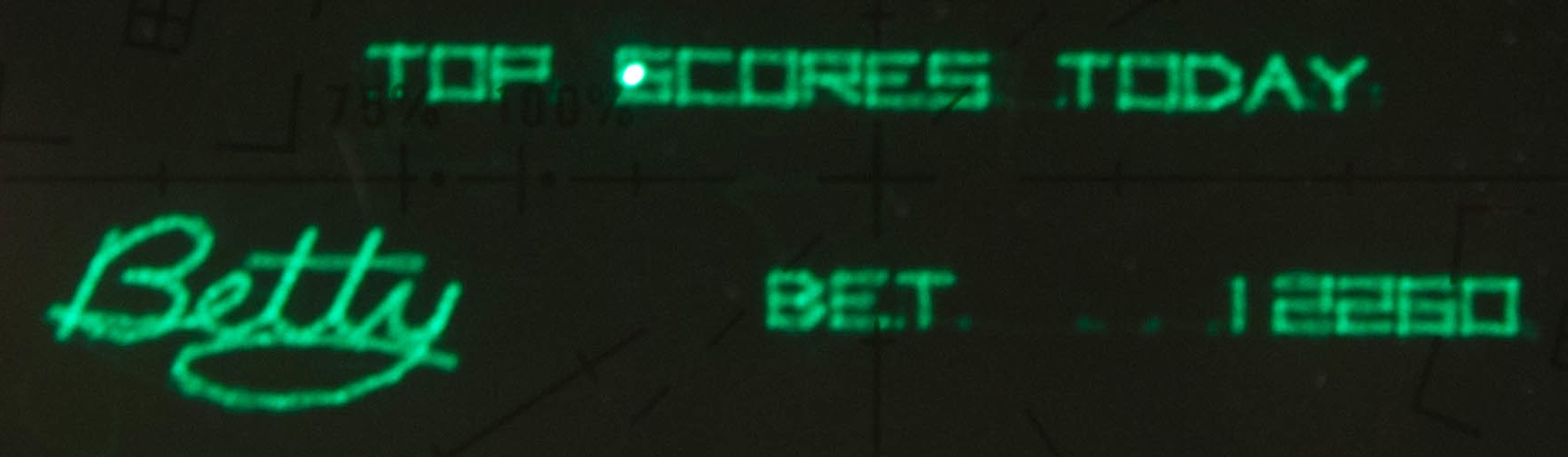
Una firma legible de alta puntuación en Quantum.

El ingreso de las iniciales para la tabla de puntaje más alto del juego fue único en comparación con todos los otros juegos de la época; el jugador usaría la rueda de desplazamiento para rodear las letras de sus iniciales de la misma manera que se utilizó para rodear las partículas durante el juego. Si el jugador obtuvo el puntaje más alto en la mesa, la pantalla de las iniciales fue precedida por otra en la que el jugador usaría la bola de seguimiento para dibujar sus iniciales en un recuadro de entrada. Algunos jugadores fueron lo suficientemente hábiles con el trackball para escribir sus nombres de manera legible en la caja.

## Clones
Una captura de pantalla de un clon llamado Tachyon fue vista de antemano en la revista familiar Atari de 8 bits ANALOG Computing, pero el juego nunca se completó.